# گریگور بادیریان
گریگور گالوستی بادیریان (ارمنی: Գրիգոր Գալուստի Բադիրյան؛ زادهٔ ۱۴ مهٔ ۱۹۰۳ - درگذشته تاریخ نامعلوم) یک اقتصاددان و استاد اهل ارمنستان بود.

## زندگی‌نامه
در ۲۶ مه [سبک قدیمی: ۱۴ مه] ۱۹۰۳ در گوریس به دنیا آمد و از دانشگاه دولتی ایروان (۱۹۲۶) فارغ‌التحصیل شد. وی همچنین برنده نشان پرچم سرخ کار شده است.  تاریخ درگذشت وی نامعلوم است.